# Rothenburg ob der Tauber
Rothenburg ob der Tauber er en by i Landkreis Ansbach i Regierungsbezirk Mittelfranken i den tyske delstat Bayern. Indtil 1803 var den en Freie Reichsstadt fri rigsstad og er med sin gamle bydel et velkendt turistmål.
Et berømt gadeparti fra byen er blevet brugt som inspiration til coveret af to album af det britisk/amerikansk folkrockband Blackmore's Night;
Under a Violet Moon fra 1999 og julealbummet Winter Carols fra 2007.

## Geografi
Rothenburg ligger ved floden Tauber og ved udkanten af Naturparken Frankenhöhe.

### Inddeling
Kommunen består af 39 landsbyer:
| - Bettenfeld - Bronnenmühle - Brundorf - Burgstall - Detwang - Dürrenhof - Fuchsmühle - Haltenmühle - Hammerschmiede - Hansrödermühle | - Hemmendorf - Herrenmühle - Herrnwinden - Hohbach - Hollersmühle - Kaiserstuhl - Langenmühle - Leuzenbronn - Ludlesmühle - Lukasrödermühle | - Mittelmühle - Obere Walkmühle - Obermühle - Reusch - Rothenburg ob der Tauber - Sankt Leonhard - Schandhof - Schlößlein - Schmelzmühle - Schnepfendorf | - Schwarzenmühle - Siechenmühle - Steinbach - Steinmühle - Untere Walkmühle - Vorbach - Weißenmühle - Wildbad - Ziegelhütte |

### Nabokommuner
Rothenburg ob der Tauber grænser til følgende kommuner (følgende uret fra nord):
- Steinsfeld
- Neusitz
- Gebsattel
- Insingen
- Rot am See
- Blaufelden
- Schrozberg
- Creglingen

## Historie
Rothenburg går tilbage til omkring 970 e. Kr. i Detwang, der er en bydel i det nuværende Rothenburg.
I 1172 fik Rothenburg status som by. De første bymure blev bygget. Weisser Turm, Markusturm og Röderbogen består.
Da Rothenburg i 1274 blev en fri rigsstad, var den en af de 20 største byer i det Tysk-Romerske Rige. Befolkningen var på omkring 5.500 inden for bymurene og 14.000 i det omkringliggende 390 km² store område.
Under trediveårskrigen ville den katolske General Tilly i oktober 1631 indkvartere sine 40.000 soldater i den protestantiske by Rothenburg, og den blev plyndret. Kong Gustav 2. Adolf af Sverige opholdt sig i Rothenburg i 1631. Byen blev belejret og indtaget af franske tropper under ledelse af general Turenne i 1645. Ved freden i 1648 måtte byen betale krigserstatning og låne til den. De sidste soldater forlod først byen i 1650; byen havde da mistet halvdelen af befolkningen, og byudviklingen standsede.
Siden 1803 har Rothenburg været en del af Bayern.
Under anden verdenskrig blev byen bombet i marts 1945 af de allierede; 39 blev dræbt, 306 huse, seks offentlige bygninger, ni tårne og 600 meter af bymuren, i alt omkring 40% af den gamle bydel blev ødelagt.
I årene efter krigen er byen omhyggeligt blevet genopbygget og rekonstrueret.

## Galleri
- Soldater ved
Café Gerberhaus
- Markedspladsen
- St. Georgs-fontænen
- Bymuren
- Ratsherrntrinkstube
- Rådhuset
- Rådhuset
- St. Jakobs-kirken
- Bymuren ved Klingenschütt
- Galgentor (Würzburger Tor)
- Galgenstraße und Weisser Turm
- Weisser Turm, Georgengasse
- Plönlein mit Sieberstor und Kobolzellertor
- Historiengewölbe
- Herrngasse mit Rathaus
- Burgtor
- Klostergasse
- Durchfahrt unter der Jakobskirche
- Rathaus
- Turm des Rathauses
- Panorama

## Eksterne kilder og henvisninger
1. ↑  Ortsdatenbank der Bayerischen Landesbibliothek

- Wikimedia Commons har flere filer relateret til Rothenburg ob der Tauber